# 前线 (美国电视节目)
《前線》（英語：Frontline）是由美國公共廣播電視公司所發行的一檔新聞調查紀錄節目。該節目由位於馬薩諸塞州波士頓的WGBH-TV負責製作。《前線》涵蓋了諸多美國國內及國際問題，例如：恐怖主義、選舉、環境災難及其他社會政治問題。
自1983年在美國首播以來，《前線》目前已經共計播出40季，並在廣播新聞領域贏得了評論界的讚譽和獎項。它現已播出了由其內部或獨立電影製片人製作的多達750多部紀錄片，其中200部可以在線獲取。

## 節目形式
《前線》於1983年開始在美國首播，全國廣播公司的新聞女主播潔西卡·薩維奇是節目的首任主持人，但她在節目播完第一季後去世。《PBS新聞一小時》的茱蒂·伍德洛夫在1984年接任《前線》的主播位置；她同時還是《PBS新聞時刻》主播吉姆·萊勒不在時而接替其崗位的副主播。而從1990年開始，《前線》開始了沒有主持人主持的播出歷史，每集內容都由旁白負責簡介。
《前線》的大多數報道內容約為1小時時長；但也有部分內容的時長會延長到90分鐘、2小時，甚至更長。除此之外，《前線》還會偶爾製作和傳播一些特輯內容，比如：《從耶穌到基督》、《農夫的妻子》、《鄉村男孩》等。

## 外部連接
- 官方网站（英文）
- YouTube上的前線頻道
- 前線的X（前Twitter）
- 前線的Facebook專頁
- 前線的Instagram帳戶
- 互联网电影数据库（IMDb）上《前線》的资料（英文）